# Neomaso fluminensis
Neomaso fluminensis là một loài nhện trong họ Linyphiidae.
Loài này thuộc chi Neomaso. Neomaso fluminensis được Alfred Frank Millidge miêu tả năm 1991.